# 小田島 (医薬品)
株式会社小田島（おだしま）は、 岩手県花巻市に本社を置く、医薬品・衛生材料・医療機器を販売する卸業者であった。現在は東北アルフレッサである。アルフレッサ ホールディングスグループの一社である。 

## 沿革
- 1949年1月：会社設立。
- 1973年12月：秋田市の佐野商店（後の佐野薬品）及び仙台市の桜井薬品と合併。現社名に商号変更。
- 1998年1月：自社及びアスカム、ショウエーの三社の薬粧部門を統合・承継する新会社ソーワを設立。
- 2018年10月1日：恒和薬品と経営統合し東北アルフレッサとなる。

## 営業所
- 岩手県：花巻本社、岩手第一営業部（盛岡市）、盛岡支店、二戸支店、宮古支店、岩手第二営業部（花巻市）、花巻支店、水沢支店（奥州市）、一関支店、釜石支店、陸前高田支店
- 青森県：青森営業部（青森市）、青森支店、弘前支店、八戸支店
- 秋田県：秋田営業部（秋田市）、秋田支店、横手支店、大館支店、能代支店、由利本荘支店
- 宮城県：宮城営業部（仙台市）、仙台支店、石巻支店、古川支店（大崎市）、情報システム部（仙台市）
- 福島県：福島営業部（福島市）、福島支店、いわき支店

## 主な取引メーカー
- 武田薬品、第一三共、塩野義製薬、大日本住友製薬、大鵬薬品工業、田辺製薬、アステラス製薬、エーザイ、中外製薬

## 特記事項
- かつては医療用食品・介護用品・臨床検査事業にも力を入れていた。特に臨床検査事業においては「盛岡臨床検査センター」「宮古臨床検査センター」の二つを持ち、北東北唯一の大型臨床検査センターとまで言われていた。現在は別法人化しており、医療用食品・介護用品は『小田島アクティ』が、臨床検査事業は『小田島盛岡臨床検査センター』の名称となっている。

- また医薬品副作用データベース『ARIS』を開発。日本では数少ない副作用データベースとして発売当初は高い評価を受け、医薬品メーカーや大規模病院、同業他社のD.I室などで採用されていた。しかし追記式のデータベースであったのと、IT化により医療機関や製薬メーカーの副作用情報収集能力が格段に向上したため、その存在価値が急速に落ちていった。廉価版の作成やデータベースの利便性向上も図られたが、開発費用などで多額のコストがかかることが判明し、2004年末に開発と販売を打ち切った。このことについて元幹部は「もっと早くに改良を施せば、息の長い製品になったのに」と悔しがったという。